# Marktkirche (Neuwied)

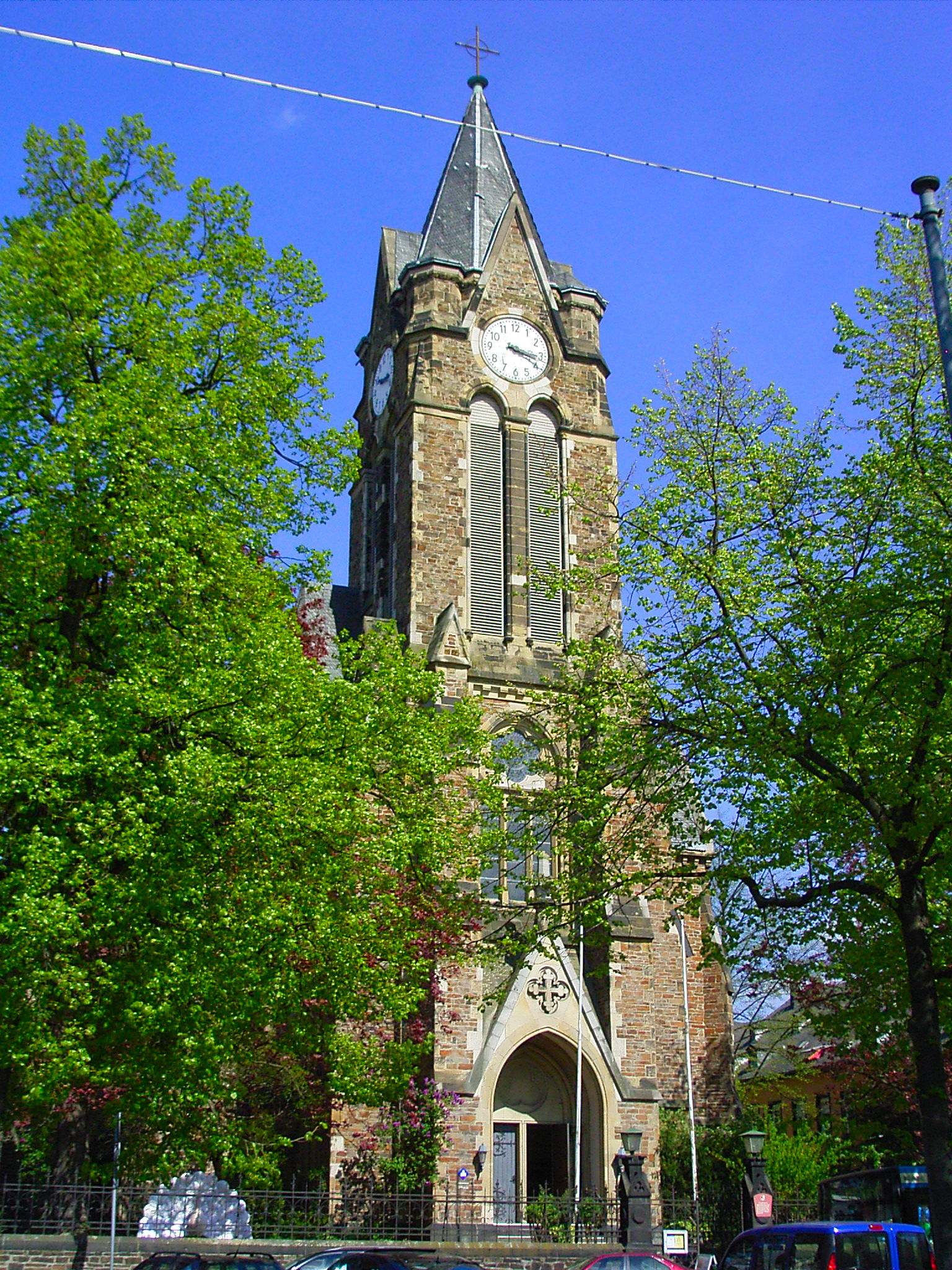
Evangelische Marktkirche

Die Marktkirche in Neuwied wurde 1881–1884 nach Entwurf des Architekten August Hartel erbaut und steht unter Denkmalschutz. Die evangelische Kirchengemeinde gehört zum Kirchenkreis Wied der Evangelischen Kirche im Rheinland.

## Geschichte
Nach der Gründung der Stadt Neuwied durch den evangelischen Landesherrn, Graf Friedrich III. von Wied, im Jahr 1653 wurde 1684–1687 die erste Kirche der reformierten Gemeinde am Marktplatz gebaut. Die zweite Kirche wurde 1789 an der Friedrichstraße von der lutherischen Gemeinde gebaut, sie brannte 1876 ab.

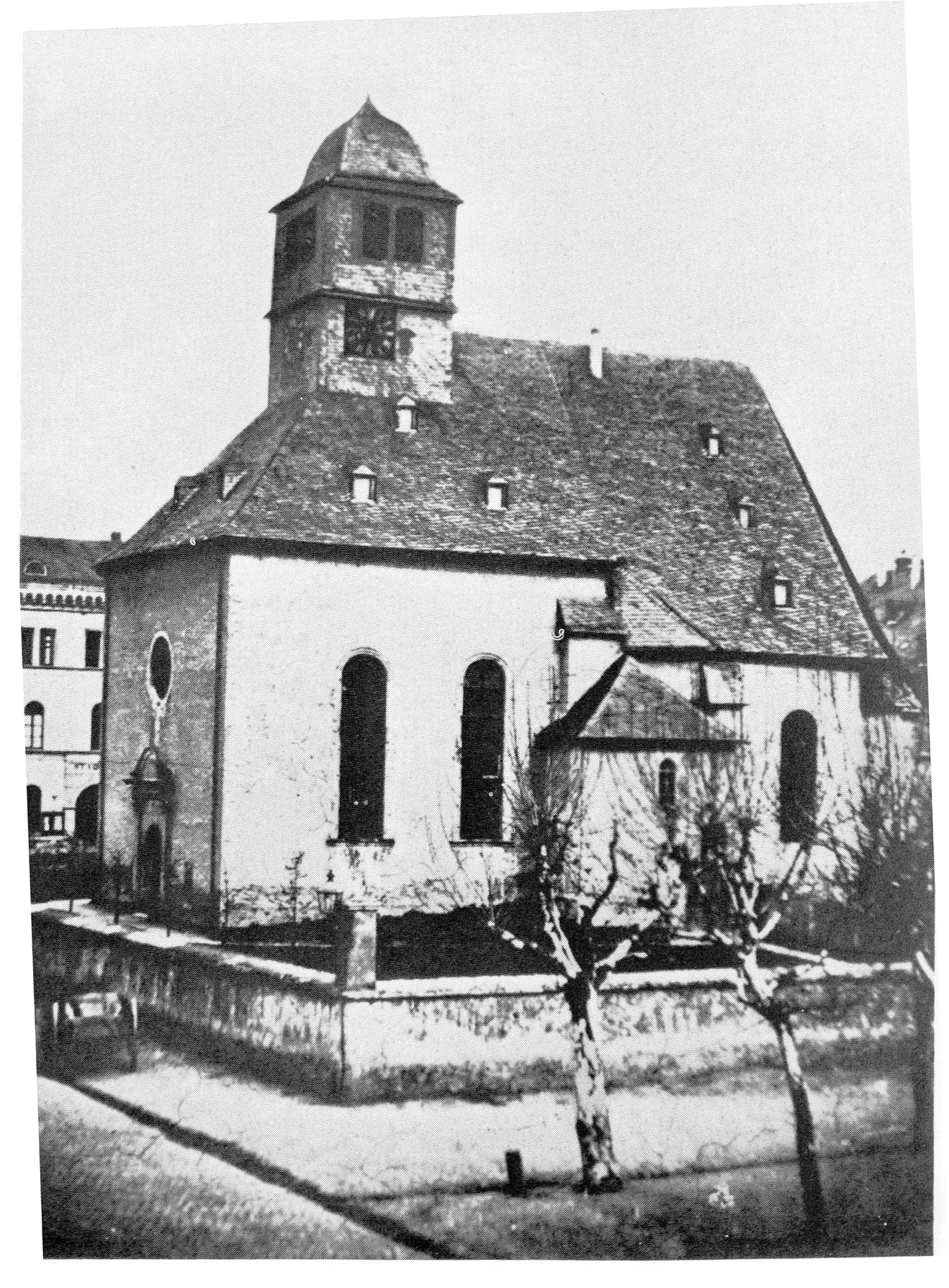
Reformierte Kirche (1687–1880)
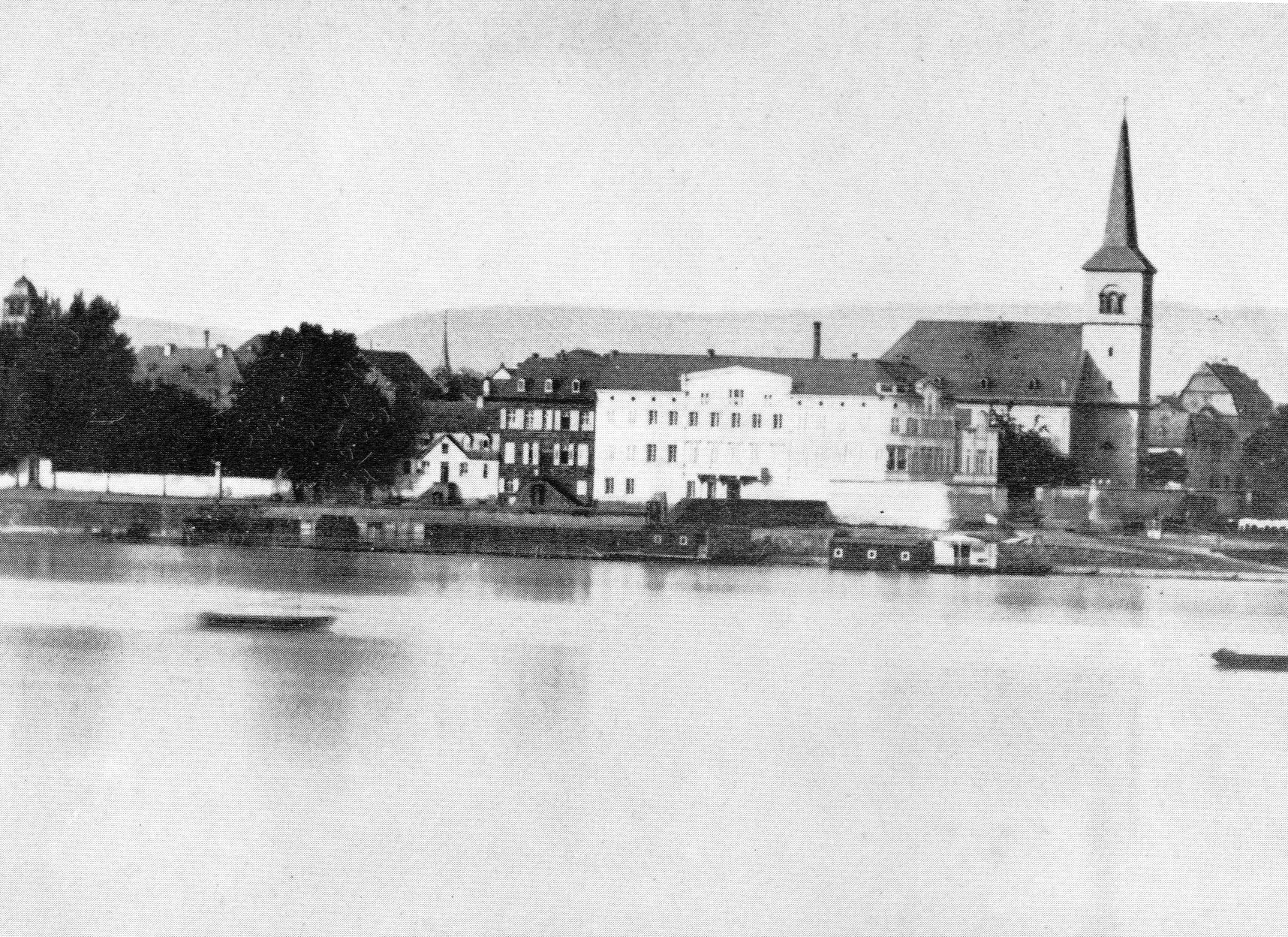
Lutherische Kirche (1789–1876)

Dieses Unglück veranlasste die reformierte und die lutherische Gemeinde, sich im Jahr 1877 zu einer evangelisch-unierten Gemeinde zusammenzuschließen. Die Kirche am Marktplatz war für die neue Gemeinde zu klein und auch baufällig. So wurde diese Kirche nach dem letzten Gottesdienst am 1. Mai 1881 abgerissen und am 20. September 1881 der Grundstein für die neue Marktkirche an der gleichen Stelle gelegt und mit einem Neubau einer neugotischen Hallenkirche begonnen, der zur Kirche gehörende Friedhof wurde dabei überbaut.
Das jährliche wiederkehrende Hochwasser des Rheins setzte auch der neuen Marktkirche erheblich zu. Erst 1931, mit dem Bau des Hochwasserschutzdeichs unter Bürgermeister Robert Krups, hörten die sich wiederholenden Wasserschäden auf.
Während des Zweiten Weltkriegs verlor die Kirche 1944 durch Bombentreffer ihren hohen schlanken Turmhelm. Er wurde nach Kriegsende im Jahr 1946 durch ein flacheres Dach ersetzt. Im verwüsteten Kirchenschiff bahrte man die Leichen der Bombenopfer auf.

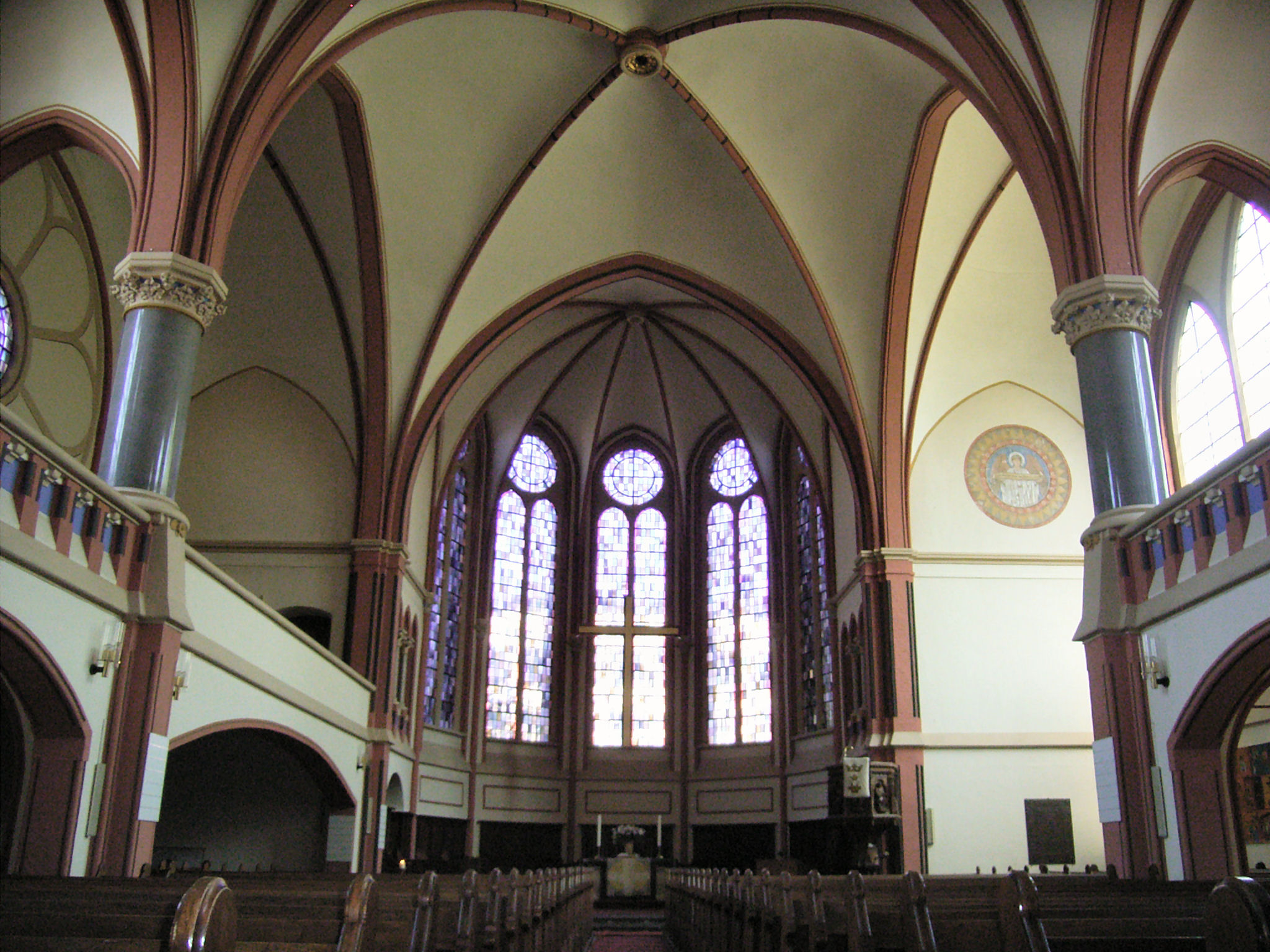
Innenraum der Marktkirche

Im Jahr 1958 wurde die Marktkirche renoviert. Dazu wurde fast die komplette Innendekoration entfernt. Die Baldachine über dem Chorgestühl sowie der hölzerne Schalldeckel über der Kanzel gingen verloren.
Bei der letzten Renovierung im Jahr 1990 wurde der Innenraum der Kirche wieder an den ursprünglichen Zustand angenähert.

## Bau und Ausstattung
Die Kirche ist eine große gewölbte Emporenhalle aus Bruchstein in frühgotischen Formen mit Querhaus in quadratischem, durch Ecktürmchen bereichertem Westturm aus. Die westliche Achse mit der Empore wird durch Zwerchgiebel betont.
Im Querschiff sind noch Reste der alten Fresken erkennbar.

## Orgel

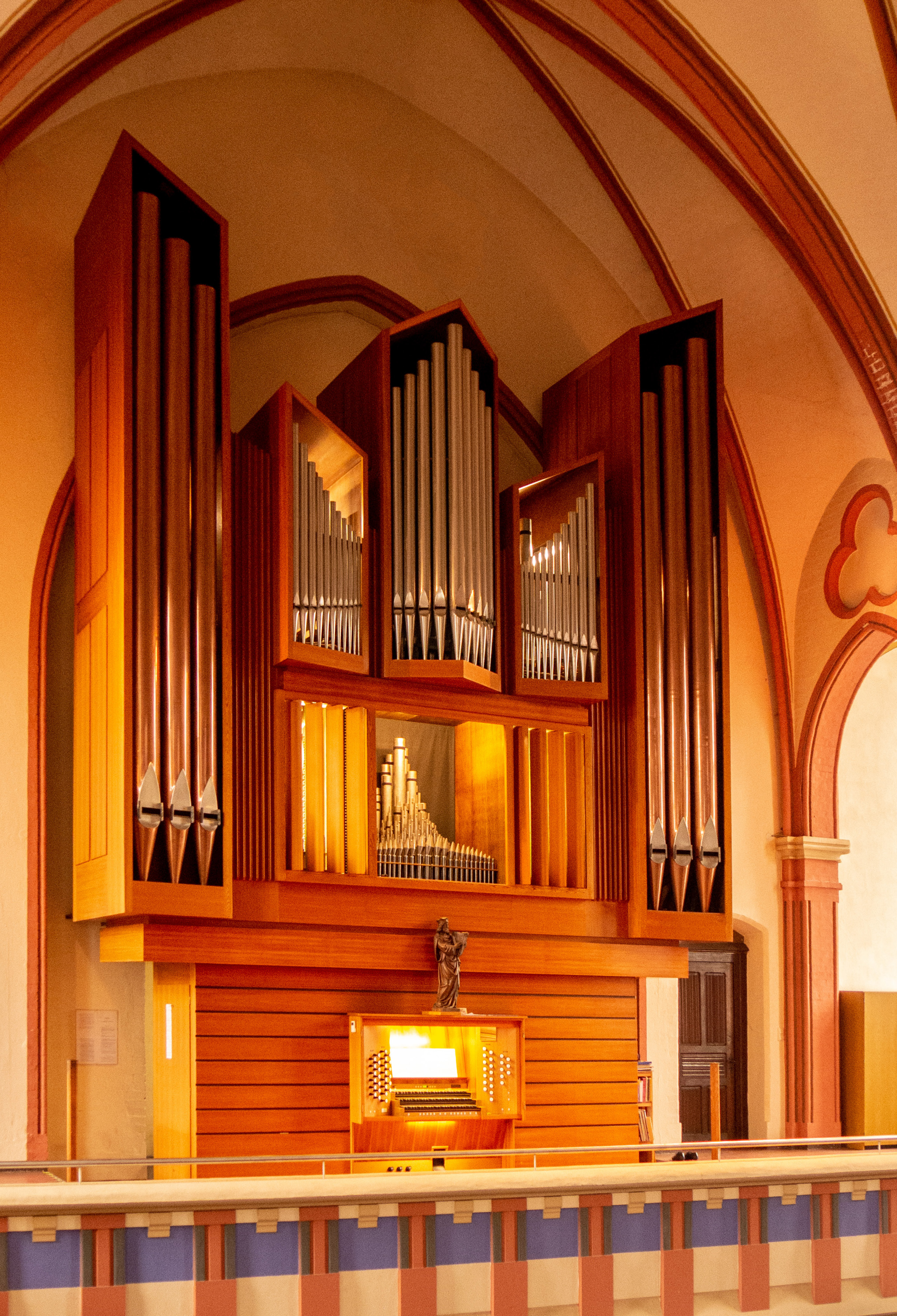
Kleuker-Orgel der Marktkirche

Die ursprüngliche Orgel wurde bei E. F. Walcker u. Cie. in Ludwigsburg in Auftrag gegeben und am Tag der Kircheneinweihung am 4. April 1884 in Betrieb genommen. Damals brauchte man noch Bälgetreter, bis in den 1920er-Jahren ein Gebläse eingebaut wurde, das die etwa 1760 Pfeifen mit Wind versorgte. Die Walcker-Orgel mit den Registern Burdon, Flauto amabile und Harmonika kam mit Beginn der Orgelbewegung in den Jahren um 1930 aus der Mode. Insbesondere durch den Verschleiß der elektrischen Kontakte und wegen anderer Altersgebrechen musste sie nach dem Zweiten Weltkrieg erneuert werden. Zuerst behalf man sich mit einem Übergangsinstrument, einer Kleinorgel von Walcker, die auf der Nordempore aufgestellt wurde und heute in der Kirche Altwied steht.
Dann kam 1967 die neue Orgel der Bielefelder Werkstatt Kleuker. Sie hat fast 2700 Pfeifen, 38 Register und Schleifladen. Die Spieltrakturen sind mechanisch, die Registertrakturen elektrisch. Im Jahr 2013 wurde das Instrument von Kampherm Orgelbau aus Verl renoviert.
| I Schwellwerk C–g3 |        |
| Rohrflöte          | 08′    |
| Salicional         | 08′    |
| Prinzipal          | 04′    |
| Blockflöte         | 04′    |
| Feldflöte          | 02′    |
| Nasat              | 2 ⁄3′  |
| Terz               | 1 3⁄5′ |
| Sifflet            | 01′    |
| Mixtur V           | 02′    |
| Dulzian            | 16′    |
| Oboe               | 08′    |
| Tremulant          |        |

| II Hauptwerk C–g3 |       |
| Bordun            | 16′   |
| Prinzipal         | 08′   |
| Spitzflöte        | 08′   |
| Oktave            | 04′   |
| Gemshorn          | 04′   |
| Oktave            | 02′   |
| Cornett I-III     | 02′   |
| Mixtur V          | 1 ⁄3′ |
| Trompete          | 08′   |

| III Brustwerk C–g3 |        |
| Singend Gedackt    | 08′    |
| Rohrflöte          | 04′    |
| Prinzipal          | 02′    |
| Glockenton II      | 1 3⁄5′ |
| Quinte             | 1 ⁄3′  |
| Zimbel III         | 1⁄4′   |
| Bärpfeife          | 08′    |
| Tremulant          |        |

| Pedal C–f1    |       |
| Prinzipal     | 16′   |
| Subbass       | 16′   |
| Oktave        | 08′   |
| Gedackt       | 08′   |
| Choralbass    | 04′   |
| Nachthorn     | 02′   |
| Großmixtur IV | 2 ⁄3′ |
| Posaune       | 16′   |
| Trompete      | 08′   |
| Trompete      | 04′   |

- Koppeln (elektrisch): BW/HW, SW/HW, BW/SW, BW/P, HW/P, SW/P, elektrische Sub- und Superkoppeln: SW/HW 16', SW/HW 4', SW 16', SW 4'

- Spielhilfen: Setzeranlage mit 3.999 Speicherplätzen, Schweller, Tutti

## Kirchenmusik

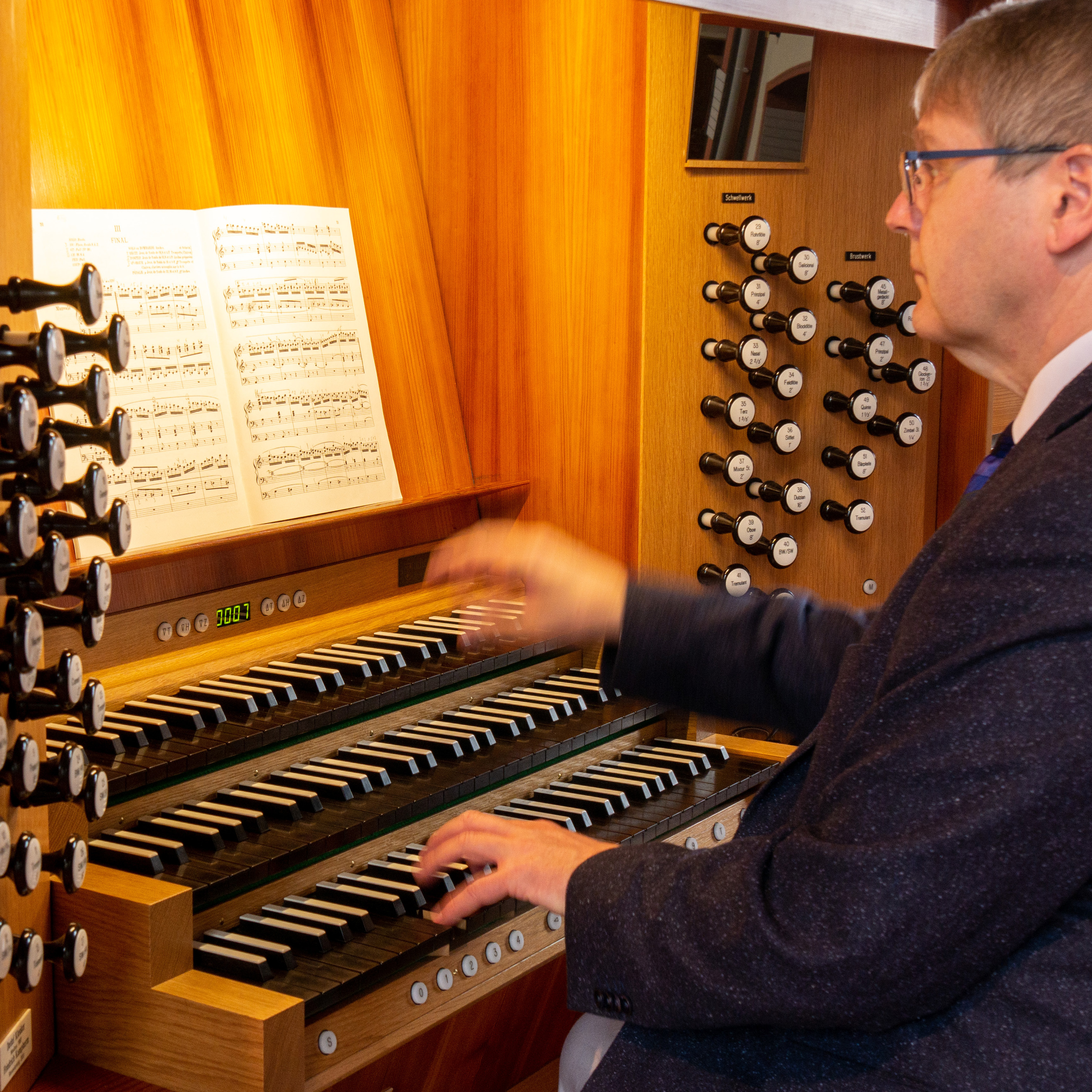
KMD Thomas Schmidt

In der Marktkirche wirken verschiedene Chorgruppen, darunter die Kantorei der Marktkirche, der Neuwieder Konzertchor, der Kammerchor Cappella Vocale Neuwied, der Gospelchor SING-ON (hervorgegangen aus dem Jugendchor Vivace) und der Kinderchor Crescendo.
Seit vielen Jahren finden regelmäßig Orgelkonzerte und andere musikalische Veranstaltungen statt. Das Angebot umfasst u. a. Kammermusik, Chor-Konzerte, Gospel-Konzerte. Langjähriger Kirchenmusiker der Gemeinde Neuwied waren die Kirchenmusikdirektoren Günter Gruschwitz (1973–1992) und Thomas Schmidt (1993–2025).

## Glocken
Das Bronzegeläut wurde während des Ersten Weltkriegs im Jahr 1917 für Rüstungszwecke eingeschmolzen. Im aktuellen Glockenbestand befinden sich drei Glocken aus Gussstahl, 1924 vom Bochumer Verein gefertigt, in der damals weit verbreiteten Untermollsextrippe.
| Nr. | Bezeichnung       | Schlagton | Gussjahr | Gießer          | Inschrift                                                                                     |
| --- | ----------------- | --------- | -------- | --------------- | --------------------------------------------------------------------------------------------- |
| 1   | Totenglocke       | b0        | 1924     | Bochumer Verein | AUS EISERNER ZEIT + VON STAHL DAS GELÄUT + MAHNT: FRIEDE AUF ERDEN + DURCH LIEBE MUSS WERDEN! |
| 2   | Vaterunser-Glocke | des1      | 1924     | Bochumer Verein | DER GLAUBE LEBT + DENN CHRIST ERSTAND, + DES HASSES MACHT ER ÜBERWAND.                        |
| 3   | Taufglocke        | es1       | 1924     | Bochumer Verein | HOFFNUNG WEHRT DER NOT, + DEN TRÖSTER SENDET GOTT.                                            |

## Literatur

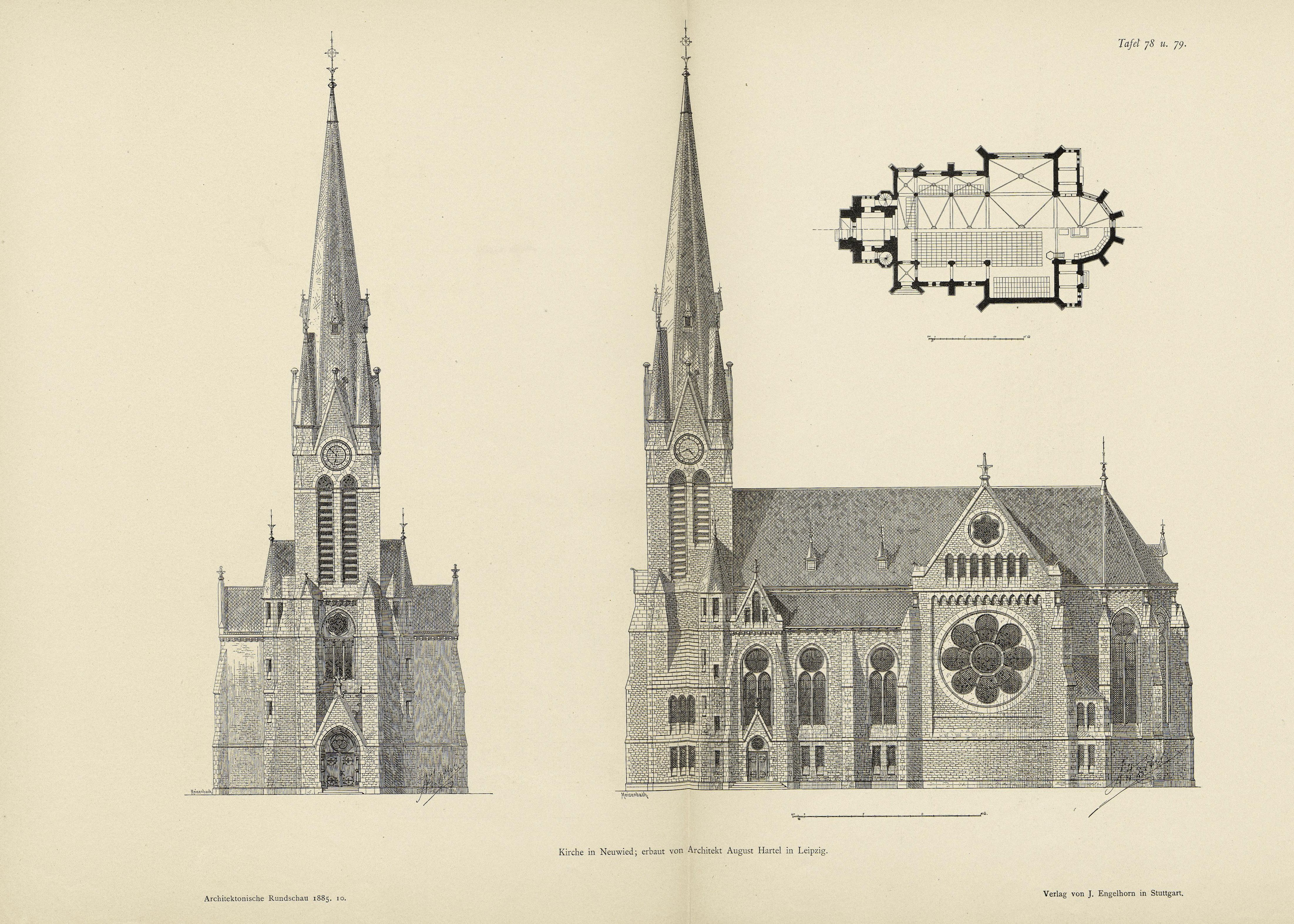
Tafel 78/79
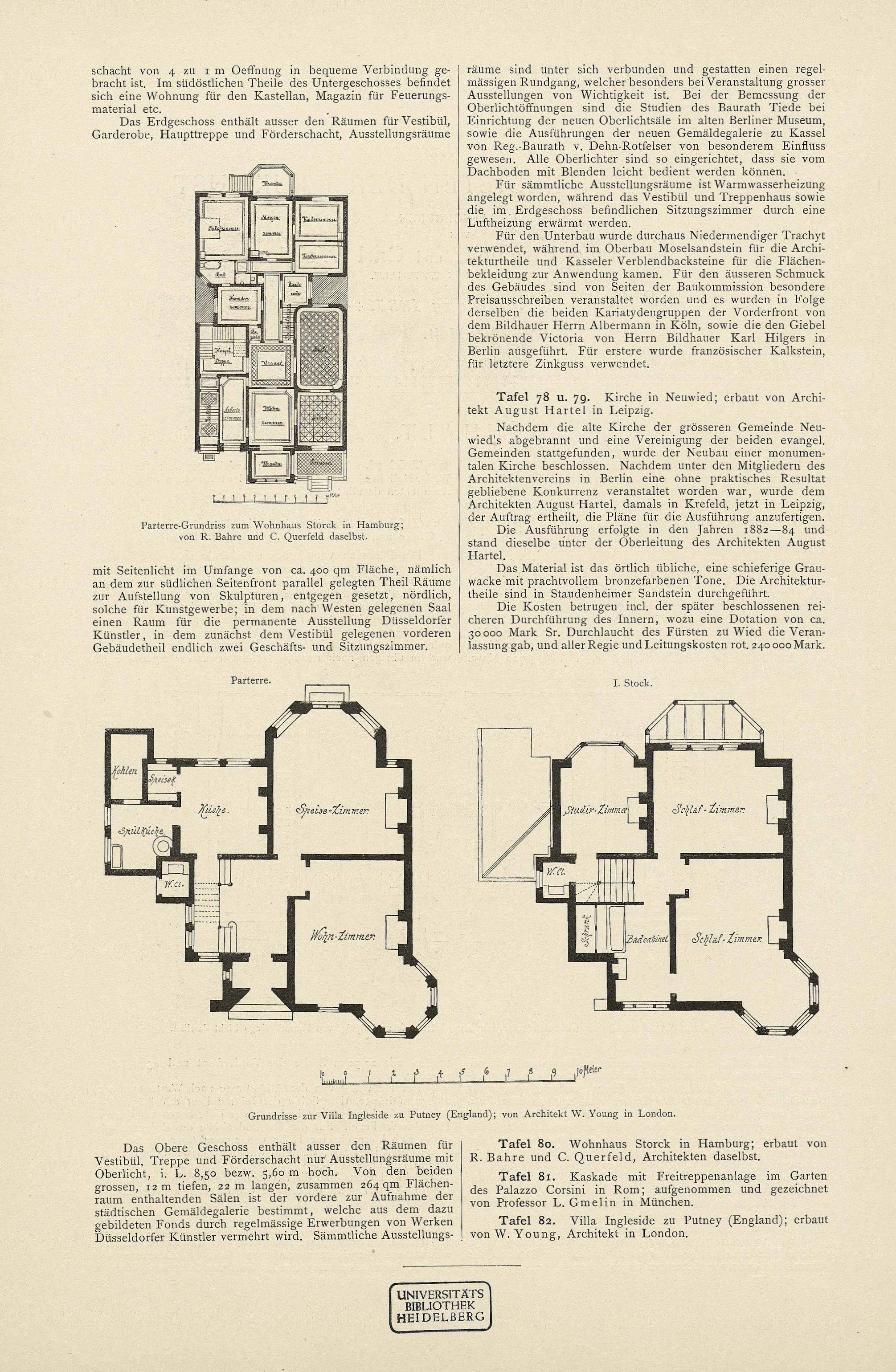
Erläuterungen